# Mesochorus argutus
Mesochorus argutus är en stekelart som beskrevs av Dasch 1974. Mesochorus argutus ingår i släktet Mesochorus och familjen brokparasitsteklar. Inga underarter finns listade i Catalogue of Life.